# Saint-Quentin-la-Motte-Croix-au-Bailly
Saint-Quentin-la-Motte-Croix au-Bailly és un municipi francès al Cantó d'Ault, al districte d'Abbeville del departament del Somme, als Alts de França. És entre 5 i 121 per damunt del nivell del mar. Té una superfície de 6.91 km². El seu codi postal és el 80880 i el codi de l'INSEE és el 80714. George Dron, professor a Saint Quentin la Motte, va escriure la història del poble en un llibre el 1924. Aquesta edició ja no està disponible. Però es va reeditar el 1990, amb un llibre fet per Ludovic Omer, en el que s'hi varen afegir els fets del període de 1924 a 1990. La seva economia es basa en la metal·lúrgia, l'agricultura i la ramaderia: Cereals, farratge, bovins i porcins. A nivell monumental destaquen el Castell de la Motte, del segle xviii, l'Església de Sant Quintí, del segle xvii, la Creu de Bailly, del segle xvi. La festa patronal és l'últim diumenge d'octubre. La festa comunal és el diumenge posterior al 24 de juny.
| 1962  | 1975  | 1990 | 1999  |
| ----- | ----- | ---- | ----- |
| 1.239 | 1.318 | 1319 | 1.310 |

## Referències

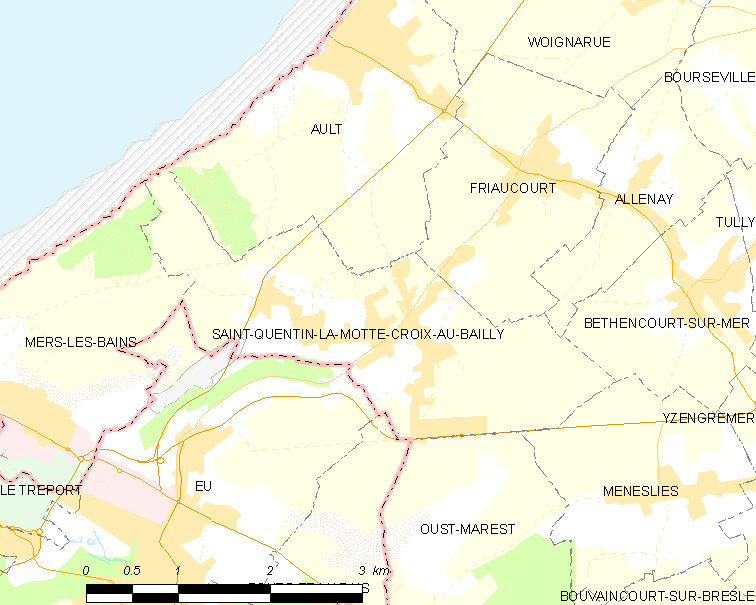